# 짱구는 못말려 (영화 시리즈)
짱구는 못말려 극장판은 짱구는 못말려의 극장판 시리즈이다. 2025년까지 극장판은 일본에서 총 33개가 개봉하였다.
대한민국에서는 동우영상㈜에서 1995년에 제2작을 현지화를 진행한 한국어 더빙으로 비디오를 통해 처음 출시하였다. 애니메이션의 경우 이 때 한국 내에서 최초로 공개된 것이며, 이듬해 1996년에 제1작, 1997년에 제4작을 비디오로 출시하였다. 이후 1998년과 1999년 추석 특집 편성으로 SBS에서 방영되었다. 2000년에 제5작과 제6작이, 2001년에 제7작과 제8작이 비디오로 출시되었다. 같은해 MBC에서 제6작과 제8작을 재더빙하여 방영했다.
대원미디어에서는 극장판을 챔프TV, 애니원, 애니박스 등에 배급하여 2008년 4월 21일부터 7월 21일까지 제1작부터 제14작을 순차적으로 방영하였다. 2009년에 CJ CGV가 제15작을 수입하여 최초로 극장에서 개봉한 것을 시작으로 2011년 제18작부터 극장판에서 개봉하고 있다. 2017년 제25작부터는 대원미디어가 아니라 CJ E&M에서 수입과 배급을 담당한다.

## 극장판 시리즈
| 기수 | 제목 | 감독              | 일본 개봉일     | 한국 개봉일                                                                                         |
| ---- | --- | ----------------- | --------------- | --------------------------------------------------------------------------------------------------- |
| 1    | 액션가면 VS 그래그래 마왕 (일본어: 映画クレヨンしんちゃんアクション仮面VSハイグレ魔王)                                                                 | 혼고 미츠루       | 1993년 7월 24일 | VHS 출시 : 1996년 SBS : 1998년 9월 23일 챔프TV : 2008년 4월 21일                                    |
| 2    | 부리부리 왕국의 보물 (일본어: 映画クレヨンしんちゃんブリブリ王国の秘宝)                                                                                | 하라 케이이치     | 1994년 4월 23일 | VHS 출시 : 1995년 SBS : 1999년 2월 15일 챔프TV : 2008년 4월 28일                                    |
| 3    | 흑부리 마왕의 야망 (일본어: 映画クレヨンしんちゃん雲黒斎の野望)                                                                                        | 혼고 미츠루       | 1995년 4월 15일 | 챔프TV : 2008년 5월 9일                                                                             |
| 4    | 헨더랜드의 대모험 (일본어: 映画クレヨンしんちゃんヘンダーランドの大冒険)                                                                               | 혼고 미츠루       | 1996년 4월 13일 | VHS 출시 : 1997년 SBS : 1999년 9월 24일 챔프TV : 2008년 5월 15일                                    |
| 5    | 암흑마왕 대추적 (일본어: 映画クレヨンしんちゃん暗黒タマタマ大追跡)                                                                                     | 하라 케이이치     | 1997년 4월 19일 | 비디오 출시 : 2000년 챔프TV : 2008년 5월 19일                                                       |
| 6    | 돼지발굽 대작전 (일본어: 映画クレヨンしんちゃん電撃！ブタのヒヅメ大作戦)                                                                               | 하라 케이이치     | 1998년 4월 18일 | 비디오 출시 : 2000년 MBC : 2001년 10월 1일 챔프TV : 2008년 5월 26일                                 |
| 7    | 폭발! 온천 부글부글 대작전 (映画クレヨンしんちゃん爆発！温泉わくわく大決戦／クレしんパラダイス！メイド・イン・埼玉)                                    | 하라 케이이치     | 1999년 4월 17일 | 비디오 출시 : 2000년 투니버스 : 2003년 챔프TV : 2008년 6월 2일                                      |
| 8    | 폭풍을 부르는 정글 (일본어: 映画クレヨンしんちゃん嵐を呼ぶジャングル)                                                                                  | 하라 케이이치     | 2000년 4월 22일 | 비디오 출시 : 2001년 MBC : 2001년 10월 2일 챔프TV : 2008년 6월 9일                                  |
| 9    | 어른 제국의 역습 (일본어: 映画クレヨンしんちゃん嵐を呼ぶモーレツ！オトナ帝国の逆襲)                                                                    | 하라 케이이치     | 2001년 4월 21일 | 챔프TV : 2008년 6월 16일                                                                            |
| 10   | 태풍을 부르는 장엄한 전설의 전투 (일본어: 映画クレヨンしんちゃん嵐を呼ぶアッパレ！戦国大合戦)                                                          | 하라 케이이치     | 2002년 4월 20일 | 챔프TV : 2008년 6월 23일                                                                            |
| 11   | 태풍을 부르는 영광의 불고기로드 (일본어: 映画クレヨンしんちゃん嵐を呼ぶ栄光のヤキニクロード)                                                           | 미즈시마 츠토무   | 2003년 4월 19일 | 챔프TV : 2008년 6월 30일                                                                            |
| 12   | 폭풍을 부르는 석양의 떡잎마을 방범대 (일본어: 映画クレヨンしんちゃん嵐を呼ぶ！夕陽のカスカベボーイズ)                                                  | 미즈시마 츠토무   | 2004년 4월 17일 | 챔프TV : 2008년 7월 7일                                                                             |
| 13   | 부리부리 3분 대작전 (일본어: 映画クレヨンしんちゃん伝説を呼ぶブリブリ3分ポッキリ大進撃)                                                                | 무토 유지         | 2005년 4월 16일 | 챔프TV : 2008년 7월 14일                                                                            |
| 14   | 전설을 부르는 춤을 춰라, 아미고! (일본어: 映画クレヨンしんちゃん伝説を呼ぶ踊れ！アミーゴ！)                                                            | 무토 유지         | 2006년 4월 15일 | 챔프TV : 2008년 7월 21일                                                                            |
| 15   | 태풍을 부르는 노래하는 엉덩이 폭탄! (일본어: 映画クレヨンしんちゃん嵐を呼ぶ歌うケツだけ爆弾！)                                                         | 무토 유지         | 2007년 4월 21일 | 극장개봉 : 2009년 9월 24일 챔프TV : 2010년 10월 10일                                                |
| 16   | 엄청난 태풍을 부르는 금창의 용사 (일본어: 映画クレヨンしんちゃんちょー嵐を呼ぶ金矛の勇者)                                                              | 혼고 미츠루       | 2008년 4월 19일 | 챔프TV : 2011년 10월 22일                                                                           |
| 17   | 포효하라! 떡잎 야생왕국 (일본어: 映画クレヨンしんちゃんオタケベ！カスカベ野生王国)                                                                     | 시기노 아키라     | 2009년 4월 18일 | 챔프TV : 2011년 11월 11일                                                                           |
| 18   | 초시공! 태풍을 부르는 나의 신부 (일본어: クレヨンしんちゃん 超時空！嵐を呼ぶオラの花嫁)                                                                | 시기노 아키라     | 2010년 4월 17일 | 극장개봉 : 2011년 5월 5일 챔프TV : 2011년 12월 24일                                                 |
| 19   | 태풍을 부르는 황금 스파이 대작전 (일본어: 映画クレヨンしちゃん嵐を呼ぶ黄金のスパイ大作戦)                                                              | 마스이 소우이치   | 2011년 4월 16일 | 극장개봉 : 2012년 4월 26일 챔프TV : 2012년 9월 5일 재능TV : 2012년 12월 25일                        |
| 20   | 태풍을 부르는 나와 우주의 프린세스 (일본어: 映画クレヨンしんちゃん 嵐を呼ぶ!オラと宇宙のプリンセス)                                                    | 마스이 소우이치   | 2012년 4월 14일 | 극장개봉 : 2013년 4월 25일 챔프TV : 2013년 9월 21일 재능TV : 2013년 10월 3일                        |
| 21   | 엄청 맛있어! B급 음식 서바이벌! (일본어: 映画クレヨンしんちゃんバカうまっ！ Ｂ級グルメサバイバル！！)                                                  | 하시모토 마사카즈 | 2013년 4월 20일 | 극장개봉 : 2014년 4월 3일 챔프TV : 2014년 7월 26일 재능TV : 2014년 9월 8일                          |
| 22   | 정면승부! 로봇아빠의 역습 (일본어: 映画クレヨンしんちゃん ガチンコ！逆襲のロボとーちゃん)                                                              | 타카하시 와타루   | 2014년 4월 19일 | 극장개봉 : 2015년 4월 23일 챔프TV : 2015년 8월 10일 재능TV : 2015년 9월 28일                        |
| 23   | 나의 이사 이야기 선인장 대습격 (일본어: 映画クレヨンしんちゃん オラの引越し物語 サボテン大襲撃)                                                        | 하시모토 마사카즈 | 2015년 4월 18일 | 극장개봉 : 2016년 1월 7일 재능TV : 2016년 5월 6일 애니원 : 2016년 5월 17일 챔프TV : 2016년 5월 20일 |
| 24   | 폭풍수면! 꿈꾸는 세계 대돌격 (일본어: 映画クレヨンしんちゃん 爆睡！ユメミーワールド大突撃)                                                             | 타카하시 와타루   | 2016년 4월 16일 | 극장개봉 : 2017년 1월 25일 개봉 재능TV : 미정 챔프TV : 2017년 6월 17일                              |
| 25   | 습격!! 외계인 덩덩이 (일본어: 映画クレヨンしんちゃん: 襲来!! 宇宙人シリリ)                                                                             | 하시모토 마사카즈 | 2017년 4월 15일 | 극장개봉 : 2017년 7월 20일 개봉 투니버스 : 2018년 8월 8일                                           |
| 26   | 아뵤! 쿵후보이즈 ~라면대란~ (일본어: 映画クレヨンしんちゃん: 爆盛！カンフーボーイズ ～拉麺大乱～ )                                                     | 타카하시 와타루   | 2018년 4월 13일 | 극장개봉 : 2018년 12월 19일 개봉 투니버스 : 2019년 10월 14일                                        |
| 27   | 신혼여행 허리케인 ~사라진 아빠~ (일본어: 映画クレヨンしんちゃん: 新婚旅行ハリケーン 〜失われたひろし〜)                                                | 하시모토 마사카즈 | 2019년 4월 19일 | 극장개봉 : 2020년 8월 20일 개봉 투니버스 : 2021년 4월 13일                                          |
| 28   | 격돌! 낙서왕국과 얼추 네 명의 용사들 (일본어: 映画クレヨンしんちゃん: 激突! ラクガキングダムとほぼ四人の勇者)                                          | 쿄고쿠 타카히코   | 2020년 9월 11일 | 극장개봉 : 2021년 9월 15일                                                                          |
| 29   | 수수께끼! 꽃피는 천하떡잎학교 (일본어: 映画クレヨンしんちゃん: 謎メキ! 花の天カス学園)                                                                 | 타카하시 와타루   | 2021년 7월 30일 | 극장개봉 : 2022년 9월 28일                                                                          |
| 30   | 동물소환 닌자 배꼽수비대 (일본어: 映画クレヨンしんちゃん: もののけニンジャ珍風伝)                                                                      | 하시모토 마사카즈 | 2022년 4월 22일 | 극장개봉 : 2023년 5월 4일                                                                           |
| 3D   | 신차원! 짱구는 못말려 THE MOVIE: 초능력 대결전 ~날아라 수제 김밥~ (일본어: しん次元! クレヨンしんちゃん THE MOVIE 超能力大決戦 〜とべとべ手巻き寿司〜) | 오오네 히토시     | 2023년 8월 4일  | 극장개봉 : 2023년 12월 22일                                                                         |
| 31   | 극장판 짱구는 못말려: 우리들의 공룡일기 (일본어: 映画 クレヨンしんちゃん: オラたちの恐竜日記)                                                          | 사사키 시노부     | 2024년 8월 9일  | 극장개봉 : 2024년 12월 18일                                                                         |
| 32   | 극장판 짱구는 못말려: 초화려! 작열하는 떡잎마을 댄서즈 (일본어: 映画 クレヨンしんちゃん: 超華麗！灼熱のカスカベダンサーズ)                             | 하시모토 마사카즈 | 2025년 8월8일   | 극장개봉 : 2025년 미정                                                                              |